# Agave zebra
Agave zebra är en sparrisväxtart som beskrevs av Howard Scott Gentry. Agave zebra ingår i släktet Agave och familjen sparrisväxter. Inga underarter finns listade i Catalogue of Life.